# Parque La Giganta
El Parque La Giganta es una área de conservación privada ubicada en la comuna de Panquehue, Región de Valparaíso, Chile. Se encuentra inserta en el Cordón de Chacabuco y comprende 227 hectáreas desde el borde del río Aconcagua hasta la cumbre del cerro La Giganta.Está protegido a perpetuidad bajo la figura del Derecho Real de Conservación (DRC).
Se encuentra administrado por la Fundación La Giganta, con Fundación Tierra Austral como garante.

## Historia
El cerro La Giganta se le ha catalogado como un refugio vital de naturaleza dentro del hábitat semiárido del ecosistema mediterráneo chileno, una zona reconocida a nivel mundial como un hotspot de biodiversidad, caracterizada por una gran riqueza de especies y, al mismo tiempo, por estar seriamente amenazada.
Frente a la amenaza de posibles actividades de explotación, los propietarios de este lugar optaron por protegerlo de manera formal y a largo plazo. Para ello, suscribieron un acuerdo de Derecho Real de Conservación (DRC) en colaboración con la Fundación Tierra Austral, una organización sin fines de lucro dedicada a la conservación de la naturaleza. Este acuerdo, que facilita la formalización de la conservación en terrenos privados, asegura la protección permanente del área, restringiendo sus usos y preservando su valor ecológico y cultural.
Más de tres años después de aquella decisión, esta iniciativa se consolidó como un parque abierto al público, un espacio natural puesto a disposición de la comunidad del valle de Aconcagua. El 16 de noviembre de 2023 se llevó a cabo la inauguración oficial del Parque La Giganta, pero abrió sus puertas a público por primera vez el 2 de diciembre del mismo año.

## Conservación
El predio tiene una superficie aproximada de 240 hectáreas y, a través de la implementación de un acuerdo de Derecho Real de Conservación (DRC), el 94% de la propiedad (227 hectáreas) está protegido a perpetuidad.

## Fauna
El Parque La Giganta es un refugio para una notable diversidad de fauna, adaptada al ecosistema semiárido del Valle del Aconcagua. En este espacio coexisten diversas especies de mamíferos, aves, reptiles, insectos y otros artrópodos, incluyendo algunas especies endémicas de Chile, es decir, exclusivas de este país.

### Invertebrados
Se han registrado diez órdenes de insectos en el Parque:
- Archaeognatha (saltadores de roca).
- Odonata (libélulas y matapiojos).
- Orthoptera (saltamontes y grillos), con presencia de la langosta migratoria sudamericana (Schistocerca cancellata), saltamontes del género Trimerotropis, la familia Tettigoniidae, grillos (Gryllus spp.), entre otros.
- Mantodea (mantis), con la presencia de Coptopteryx gayi, una de las dos especies de mantis presentes en Chile.
- Neuroptera (neurópteros), con presencia de hormigas león (Myrmeleontidae).
- Hemiptera (chinches y parientes), con presencia de chinche de pintas blancas (Lygaeus alboornatus), chinche de mosaico (Chinavia musina), cigarras del género Tettigades, vinchuca de Spinola (Mepraia spinolai), entre otros.
- Hymenoptera (abejas, avispas y hormigas), con presencia de hormigas del género Dorymyrmex, abejas del género Centris, avispas del género Tachysphex, avispas icneumónidas (Ichneumonidae), avispas caza arañas (Pompilidae), hormigas panda (Euspinolia militaris), entre otros.
- Coleoptera (escarabajos y parientes), con presencia del atacameño de Guerrero (Atacamita guerreroi), balita (Ectinogonia buqueti), Oryctomorphus maculicollis, escarabajos florícolas del género Arthrobrachus, pololo velludo (Lygirus villosus), entre otros.
- Lepidoptera (mariposas y polillas), con presencia de la hesperia parda (Chirgus fides), hesperia del pasto (Hylephila fasciolata), mariposa negra de Barros (Auca barrosi), mariposa colorada o de la tarde (Vanessa carye), mariposa mercedes (Phulia mercedis), papilio negro (Battus polydamas psittacus), mariposa del chagual (Castnia eudesmia), entre otros.
- Diptera (moscas y parientes), con presencia de la mosca abeja de Gay (Hemipenthes gayi), la mosca abejorro (Macrocondyla consobrina), mosca festiva (Villa festiva), asílidos (familia Asilidae), moscas de dos curvas (género Diplocampta), moscas florícolas del género Allograpta, típulas (superfamilia Tipuloidea), entre otros.

También hay presencia de arácnidos (arañas y alacranes), miriápodos y crustáceos isópodos, conocidos como "chanchitos de tierra".

### Reptiles
Algunas de las especies de reptiles descritas para el Parque son: el lagarto chileno (Liolaemus chiliensis), lagarto oscuro (L. fuscus), lagartija lemniscata (L. lemniscatus), lagartija pseudolemniscata (L. pseudolemniscatus), lagartija de los montes (L. monticola), lagarto nítido (L. nitidus), iguana chilena (Callopistes maculatus) y culebra de cola larga (Philodryas chamissonis).

### Aves
Algunas de las más de 59 especies de aves presentes en el Parque son: picaflor gigante (Patagona gigas) -el colibrí más grande del mundo-, picaflor chico (Sephanoides sephaniodes), picaflor del norte (Rhodopis vesper), águila mora (Geranoaetus melanoleucus), halcón peregrino (Falco peregrinus), cóndor (Vultur gryphus) - el ave voladora más grande del mundo-, lechuza (Tyto alba), tucúquere (Bubo magellanicus), carpinterito (Dryobates lignarius), viudita (Colorhamphus parvirostris), tijeral (Leptasthenura aegithaloides) y gallina ciega (Systellura longirostris).
Destacan las aves endémicas de Chile: turca (Pteroptochos megapodius), el canastero (Pseudasthenes humicola), el tapaculo (Scelorchilus albicollis), la chiricoca (Ochetorhynchus melanurus) y la perdiz chilena (Nothoprocta perdicaria).

### Mamíferos
Habitan distintos grupos de mamíferos, tanto nativos como exóticos introducidos (conejos, liebres y roedores, como el guarén). Dentro de la fauna nativa se encuentra el zorro culpeo (Lycalopex culpaeus), ratón chinchilla de Bennett (Abrocoma bennettii), ratón orejudo de Darwin (Phyllotis darwini), degú común (Octodon degus) y vizcacha (Lagidium viscacia).

## Flora
El parque alberga más de 160 especies de plantas, destacadas por su alto nivel de endemismo y buen estado de conservación. Entre ellas se encuentran extensas coberturas de arbustos como el colliguay (Colliguaja odorifera), el guayacán (Porlieria chilensis), el chagual (Puya alpestris) y la maravilla de campo (Flourensia thurifera). También se preservan bosques de algarrobos centenarios (Prosopis chilensis) y flores geófitas que en primavera llenan el parque de color, como el azulillo (Pasithea caerulea) y la lagañosa (Phycella ornata).
Asimismo, habitan 4 especies de cactáceas, como el quisco (Leucostele chiloensis) y el quisquito de las Coimas (Eriosyce coimasensis), un cactus microendémico del Valle del Aconcagua.